# František Špilka
František Špilka   (Štěkeň, 13 de novembre de 1877 - Praga, 20 d'octubre de 1960) va ser director d'orquestra, cap de cor, compositor i pedagog txec.
El pare era jardiner a la finca del príncep Alfred August Windischgrätz a Štěkno. Va rebre la seva formació musical bàsica d'un professor local, Jan Jirka. Després de graduar-se en batxillerat a Písek, va ingressar al Conservatori de Praga, on va estudiar orgue amb Josef Klička i composició amb Antonín Dvořák. Després d'acabar el servei militar, va ensenyar a l'Escola de Música Pivoda i més tard a la recentment fundada Escola de Música Adolfa Mikeše. Per recomanació, va estudiar els mètodes moderns d'entonació a Berlín. Es va convertir en el cap de cor del cor Škroup i el 1906 va dirigir concerts d'estiu de la Filharmònica Txeca. Va dirigir breument el quartet docent de maig. El 1906 es va convertir en professor d'entonació, cant coral i música de cambra al Conservatori de Praga. El 1908 va fundar l'Associació de Cantors de Professors de Praga i el 1912 l'Associació de Cantors de Professors de Praga. Amb l'Associació de Cantors de Professors de Praga, va fer molts viatges amb èxit a l'estranger i, per primera vegada, va interpretar els cors de Bedřich Smetana.
Després de l'establiment de Txecoslovàquia, va ser l'administrador administratiu del conservatori i va merèixer una transició suau a les noves condicions. Es va convertir en el mestre del cor del Praga Choir Smetana, que va portar a un nivell excel·lent. Amb l'edat avançada, va limitar les seves activitats públiques, però el 1940–1945 va treballar com a president de la comissió d'exàmens estatals de música. Després de 1945, va entrar a la vida privada, es va traslladar al sud de Bohèmia i es va dedicar a compondre i treballar en el camp de la teoria musical.